# Молтон (Ајова)
Молтон (енгл. Moulton) град је у америчкој савезној држави Ајова. По попису становништва из 2010. у њему је живело 605 становника.

## Демографија
Према попису становништва из 2010. у граду је живело 605 становника, што је -53 (-8.1%) становника више него 2000. године.
| Група             | 2000.       | 2010.       |
| Белци             | 642 (97,6%) | 594 (98,2%) |
| Афроамериканци    | 2 (0,3%)    | 0 (0,0%)    |
| Азијати           | 1 (0,2%)    | 0 (0,0%)    |
| Хиспаноамериканци | 1 (0,2%)    | 5 (0,8%)    |
| Укупно            | 658         | 605         |